# Бонгара (провінція)
Провінція Бонгара (ісп. Provincia de Bongará) — одна з семи провінцій, що утворюють регіон Амазонас на північному сході Перу. 
На півночі межує з регіоном Лорето і провінцією Кондорканкі, на сході — з провінцією Сан-Мартін, на півдні — з провінцією Чачапояс і на заході — з провінціями Луя та Уткубамба.
Площа провінції — 2870 км².

## Адміністративний поділ
Провінція ділиться на дванадцять районів:
- Валера
- Короша
- Куїспес
- Ректа
- Сан-Карлос
- Флорида
- Хасан
- Хумбілья
- Чискілья
- Чуруха
- Шипасбамба
- Ябрасбамба

## Столиця
Адміністративним центром провінції є місто Хумбілья.